# Machilus parviflora
Machilus parviflora är en lagerväxtart som beskrevs av Carl Daniel Friedrich Meisner. Machilus parviflora ingår i släktet Machilus och familjen lagerväxter. Inga underarter finns listade i Catalogue of Life.